# Albano Machado
Albano Machado, också känd under sin pseudonym Silivondela, född 15 augusti 1930 i Vivali (dagens Huambo), död 1976, var en angolansk gerillasoldat som var framstående både under det angolanska självständighetskriget och det efterföljande inbördeskriget i Angola.
Flygplatsen i Huambo är namngiven till hans ära.